# Tereza Kerndlová
Tereza Kerndlová (Brno, 6 de outubro de 1986) é uma cantora tcheca.
Tereza Kerndlová foi a representante do seu país no Festival Eurovisão da Canção 2008, tendo conseguido apenas um 18º lugar na semi-final.